# Ctenaulis peracuta
Ctenaulis peracuta là một loài bướm đêm trong họ Geometridae.